# Re-enactment
Re-enactment ist ein Videofilm des belgischen Aktionskünstlers Francis Alÿs aus dem Jahr 2000. Er entstand in Zusammenarbeit mit dem mexikanischen Filmemacher Rafael Ortega. Das Werk gehört zu einer Reihe von „Spaziergängen“ des Regisseurs durch Mexiko-Stadt, die er für improvisierte Kunstaktionen nutzt.

## Handlung
Der Film dokumentiert wie Alÿs am 4. November 2000 gegen Mittag in einem Waffenladen in der Palma-Straße im Zentrum von Mexiko-Stadt legal eine 9-mm-Beretta-Pistole kauft. Nach dem Verlassen des Geschäfts entsichert er die Pistole und geht sie sehr sichtbar in der linken Hand haltend scheinbar ziellos durch die belebten Straßen. Anfangs passiert nichts. Nach etwa zwölf Minuten hält ein Polizeiauto neben ihm. Zwei Polizisten nehmen ihn fest und drängen ihn unsanft in den Wagen.
Alÿs überredete die Polizisten, die Szene tagsdarauf an gleicher Stelle nachzustellen, dieses Mal mit Wissen der Polizei.
Ortega hielt die beiden Spaziergänge mit einer Handkamera fest. Die beiden Sequenzen werden in zwei Kanälen nebeneinander gezeigt, um die Ambiguität von Realität und Fiktion aufzuzeigen.

## Öffentlicher Besitz
- Pinakothek der Moderne, München[1]